# (500624) 2012 UK154
(500624) 2012 UK154 es un asteroide perteneciente al cinturón exterior de asteroides, región del sistema solar que se encuentra entre las órbitas de Marte y Júpiter, descubierto el 17 de septiembre de 2006 por el equipo del Spacewatch desde el Observatorio Nacional de Kitt Peak, Arizona, Estados Unidos.

## Designación y nombre
Designado provisionalmente como 2012 UK154. 

## Características orbitales
2012 UK154 está situado a una distancia media del Sol de 3,243 ua, pudiendo alejarse hasta 3,640 ua y acercarse hasta 2,846 ua. Su excentricidad es 0,122 y la inclinación orbital 4,036 grados. Emplea 2133,84 días en completar una órbita alrededor del Sol.

## Características físicas
La magnitud absoluta de 2012 UK154 es 16,2. 